# 크라이막스 원
"크라이막스 원"은 1989년에 개봉한 대한민국의 영화이며 김정난이 고등학교 3학년이던 당시 해당 영화에 대학 입학을 앞두고 아르바이트를 통해 단역으로 출연했었다.

## 캐스팅
- 강리나 : 엄혜진 박사 역
- 이대근 : 김석보 역
- 김하림 : 김하림 비서 역
- 정선우 : 미스 오 역
- 남성훈 : 남편 역
- 최성관 : 아버지 역
- 국정환 : 하종수 역
- 홍윤정 : 하종수의 처 역
- 김애라 : 석보모친 역
- 김애경 : 포장마차여인 역
- 엄용수 : 사회자 역
- 오도규 : 석보친구 역
- 석인수 : 만신네 역
- 김현진 : 순자 역
- 김신명 : 순자 모 역
- 김유행 : 포장마차스님 역
- 손전 : 종친 역
- 주상호 : 달동네주민 1 역
- 박동룡 : 달동네주민 2 역
- 박용팔 : 달동네주민 3 역
- 박예숙 : 달동네아낙 역
- 길달호 : 방 기자 역
- 남수정 : 인옥 역
- 김영자 : 인옥친구 역
- 김진선 : 공사장여인 역
- 박진희 : 병원애인 역
- 강성아 : 사창가색시 1 역
- 박경자 : 사창가색시 2 역
- 이난선 : 사창가색시 3 역
- 김정난 : 간호원 1 역
- 신명정 : 간호원 2 역
- 신상호 : 기자 1 역
- 황문순 : 방범대원 역
- 나현식 : 순경 역